# جاناتان باند
جاناتان باند (انگلیسی: Jonathan Bond؛ زادهٔ ۱۹ مهٔ ۱۹۹۳) یک بازیکن فوتبال است.